# Groupes du Néolithique en France
 (juillet 2010).
Si vous disposez d'ouvrages ou d'articles de référence ou si vous connaissez des sites web de qualité traitant du thème abordé ici, merci de compléter l'article en donnant les références utiles à sa vérifiabilité et en les liant à la section « Notes et références ».
Durant le Néolithique se succèdent de nombreuses cultures sur le territoire actuel de la France métropolitaine,. Ces dernières sont souvent définies par leur céramique : plusieurs sites partageant des poteries dont les formes et les décors sont identiques sont considérées comme appartenant à la même culture. Plus rarement, d'autres critères sont pris en compte, par exemple les caractéristiques de l'industrie lithique, de l'outillage en os, de l'architecture. La durée et l'extension géographique de ces cultures sont très variables.
Bien qu'on associe généralement la période néolithique à la sédentarisation, par opposition à une vie nomade de chasseur-cueilleur durant les périodes précédentes (paléolithique et mésolithique), il est important de souligner que certains groupes étaient sédentaires dès le paléolithique. Cette stabilité était rendue possible par des conditions géographiques particulières. Par exemple sur un littoral marin soumis à de fortes marées, comme c'est le cas en Bretagne. Dans cette région, notamment, on a retrouvé les traces de nombreuses pêcheries d'estran, et la pêche à pieds y est pratiquable toute l'année, deux fois par jour environ. Les installations démontrant une occupation littorale stable sur de très longues périodes dans la région avant le néolithique y sont légion,,.

## Cadre général

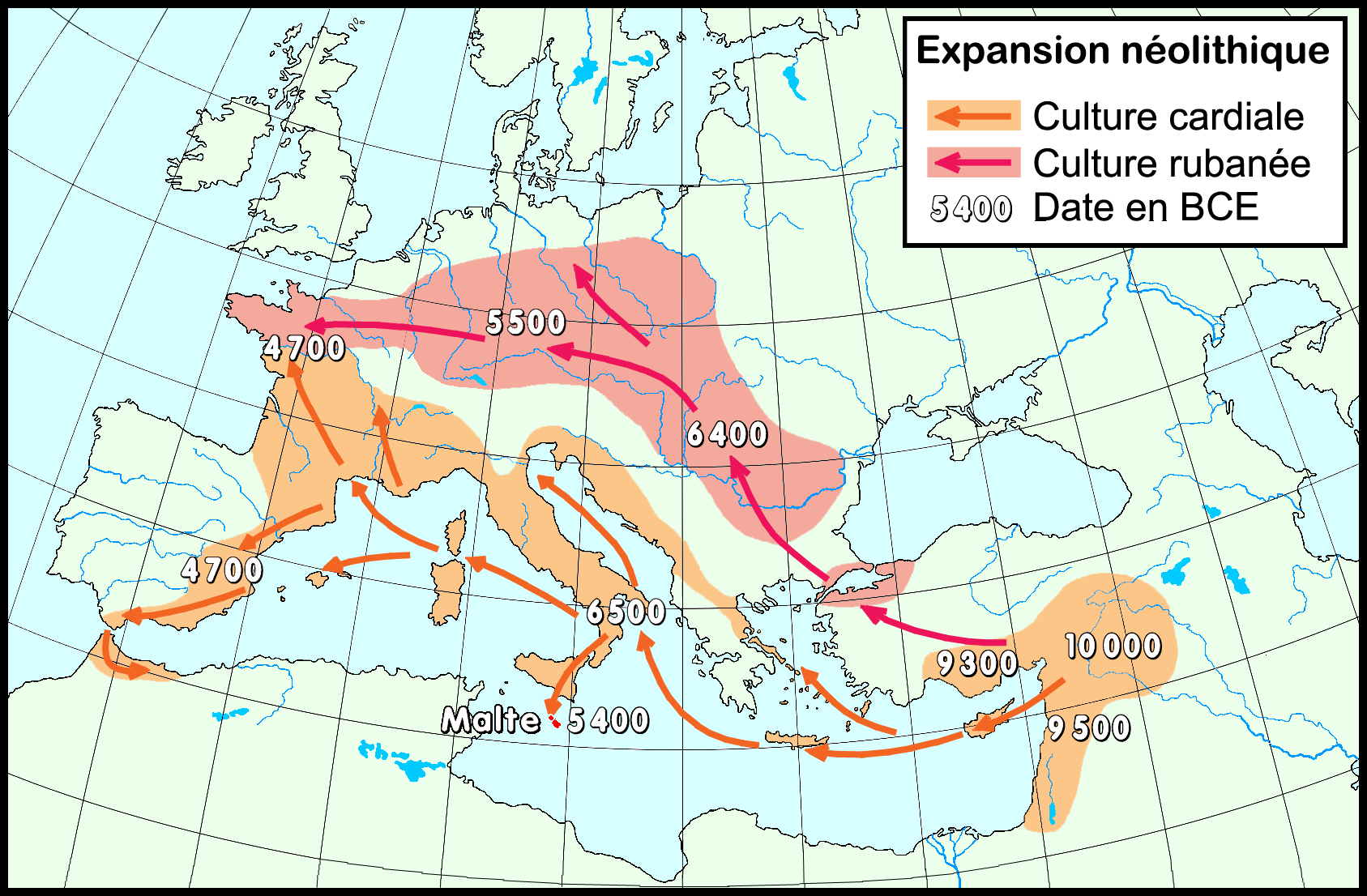
Expansion néolithique de la culture de la céramique cardiale et de la culture rubanée en Europe d'après l'archéologie.

Comme dans le reste de l'Europe, les premiers fermiers néolithiques présents sur le territoire français sont une population très homogène venue d'Anatolie. On observe deux grands courants de néolithisation, le courant danubien (culture rubanée) et le courant méditerranéen (culture de la céramique cardiale), qui sont en réalité le fait d'une seule et unique population colonisatrice issue d'une seule et même source commune qui a conquis la majeure partie de l'Europe, presque sans mélange avec les chasseurs-cueilleurs rencontrés sur le chemin, même longtemps après la séparation des deux courants, et ce jusqu'à son arrivée sur les côtes atlantiques. On a pu ainsi déterminer que, si mélange conséquent il y avait eu avec les anciens chasseurs-cueilleurs, celui-ci aurait alors plutôt eu lieu dans les Balkans, en amont de la séparation des deux grands courants, de sorte que les deux courants sont issus du même mélange génétique. Au Néolithique moyen (-4800 à -3500), ces deux courants de néolithisation se rejoignent au centre de la France.
La population ancienne du Néolithique d'Anatolie était plus proche des Européens actuels que des populations habitant actuellement dans cette région ; elle était surtout très étroitement apparentée aux premiers fermiers européens du Néolithique (les EEF), dont le vestige le plus proche sont les actuels Sardes,.
Dans cette diffusion démique du Néolithique, le territoire de la France d'aujourd'hui offre une situation différente par rapport à d'autres régions d'Europe. La proportion d'ascendance chasseurs-cueilleurs y est la plus élevée dans l'ensemble tant pour le courant méditerranéen que pour le courant danubien,. Pour le premier, les études génétiques suggèrent un récent événement de mélange local entre les populations de chasseurs-cueilleurs et les agriculteurs néolithiques. Il n'est pas exclu que ce mélange ait pu se produire dans la péninsule italienne. Pour le second, les individus du néolithique moyen situés immédiatement à l'ouest du Rhin montrent également une proportion plus élevée de la composante d'ascendance chasseurs cueilleurs que les individus analysés sur les sites de la culture rubanée à l'est du Rhin. Ces différences pourraient expliquer les particularités de certains faciès archéologiques locaux.
L'arrivée des colons venus de l'Asie mineure via les côtes méditerranéennes et la vallée du Danube importe la révolution néolithique qui créé une forte croissance démographique. Au Néolithique moyen, on observe, comme ailleurs en Europe, une augmentation dans la population de l'ascendance liés aux chasseurs-cueilleurs du mésolithique.

## vers5500av. J.-C.
- Provence, Languedoc et Corse
  - Culture de la céramique imprimée
  - Culture de la céramique cardiale franco-ibérique

## vers5000av. J.-C.
- Corse
  - Curasien
- Languedoc
  - Épicardial
- Sud-Ouest de la France
  - Roucadourien
- Nord-Est de la France
  - Culture rubanée
  - La Hoguette
  - Limbourg
  - Blicquy/Villeneuve-Saint-Germain

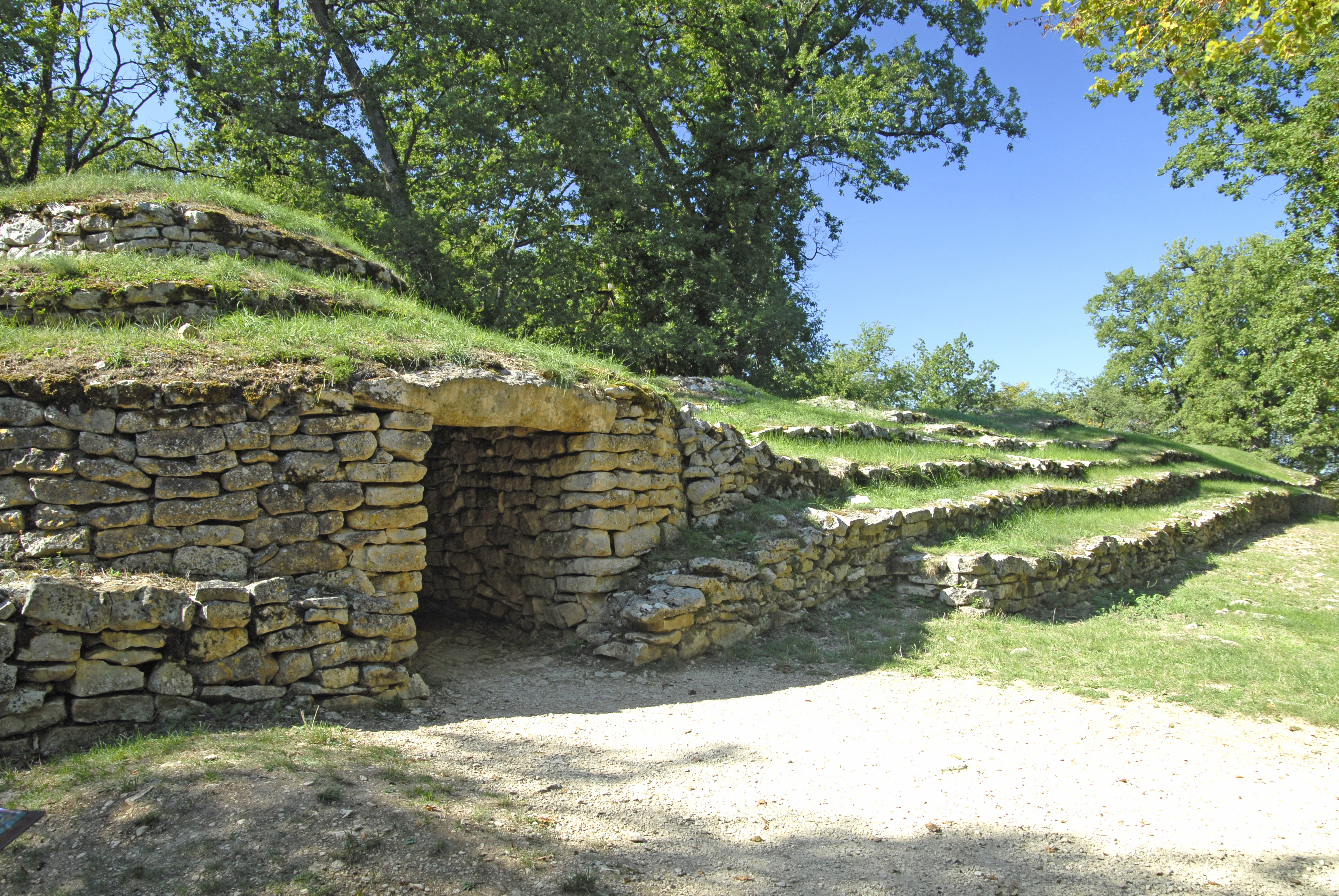
Tumulus de Bougon (Tumulus F0) situé dans les Deux-Sèvres. Nécropole datée, pour les parties les plus anciennes, de 4700 ans

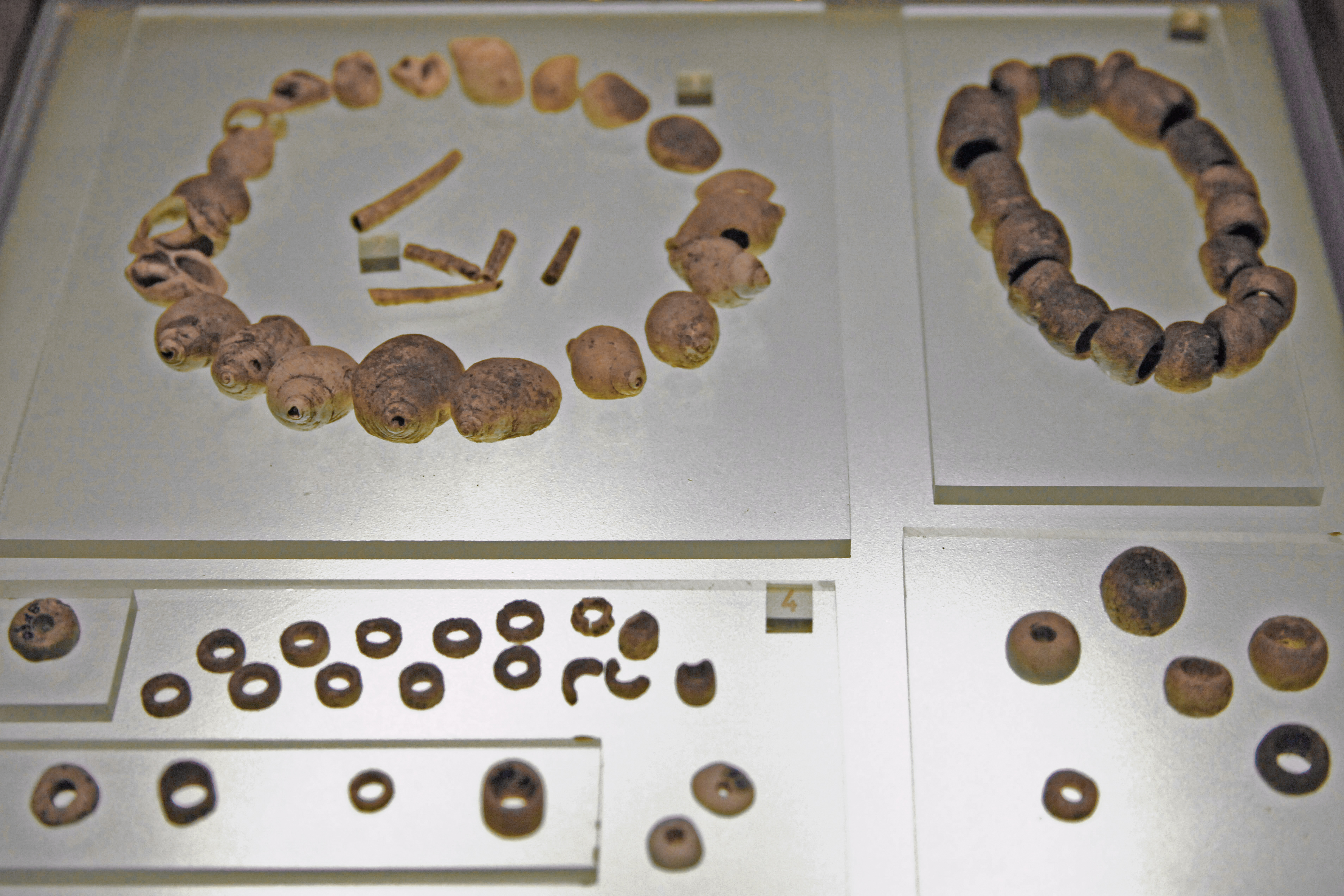
Tumulus de Bougon : coquillages perforés, perles de calcaire et de variscite. Tumulus A, niveau supérieur,

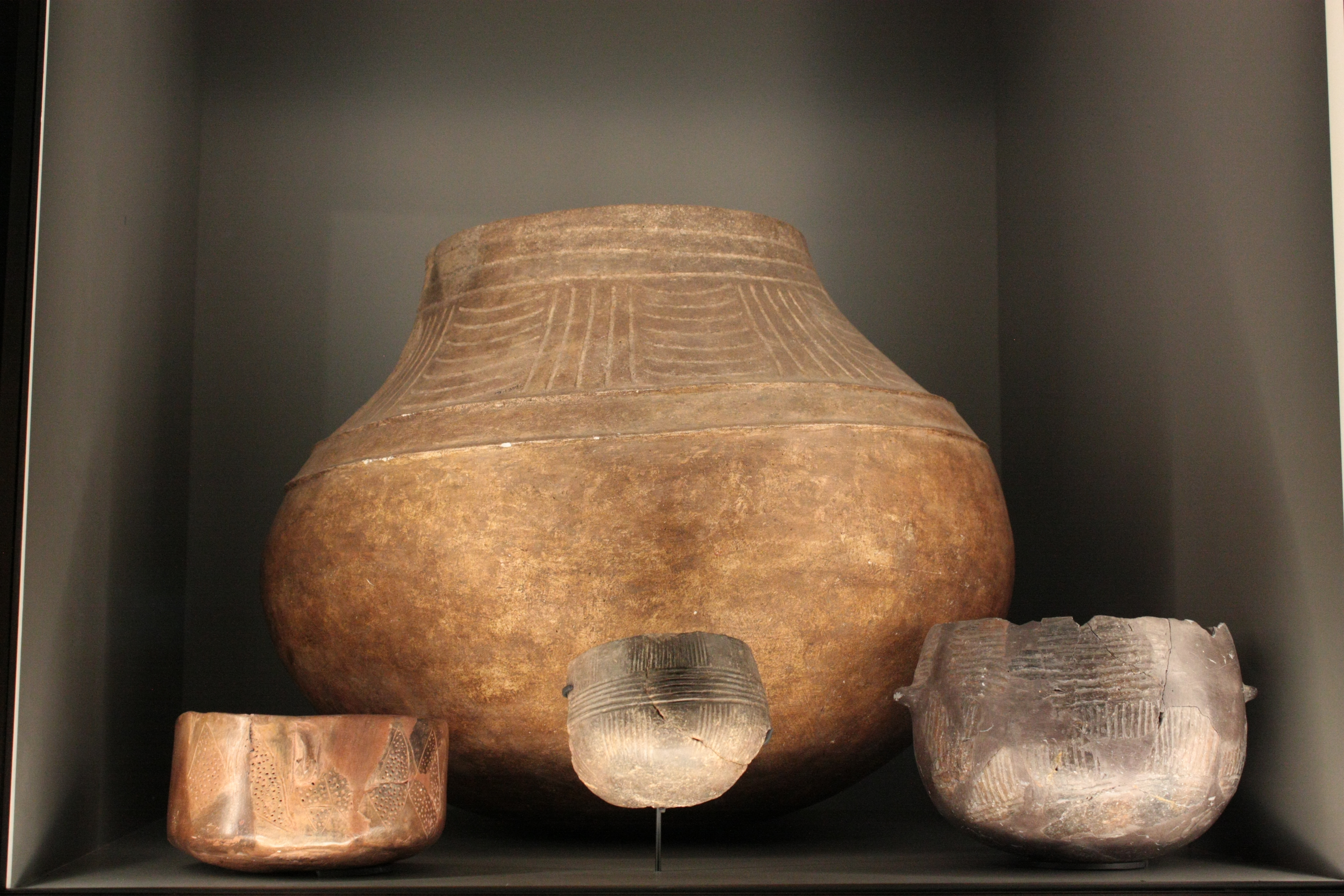
Céramiques de la culture de Fontbouisse. Néolithique final, - 2 600 à 2 200 ans.

- Est du Massif central, couloir rhodanien
  - Néolithique ancien rhodanien
- Régions atlantiques, des Landes à la Vendée
  - Cardial atlantique

## vers4500av. J.-C.
- Est du Massif central, couloir rhodanien
  - Saint-Uze
- Provence, Languedoc
  - Pré-Chasséen / Chasséen ancien
- Pyrénées orientales
  - Culture de Montbolo
- Languedoc occidental
  - Molinot

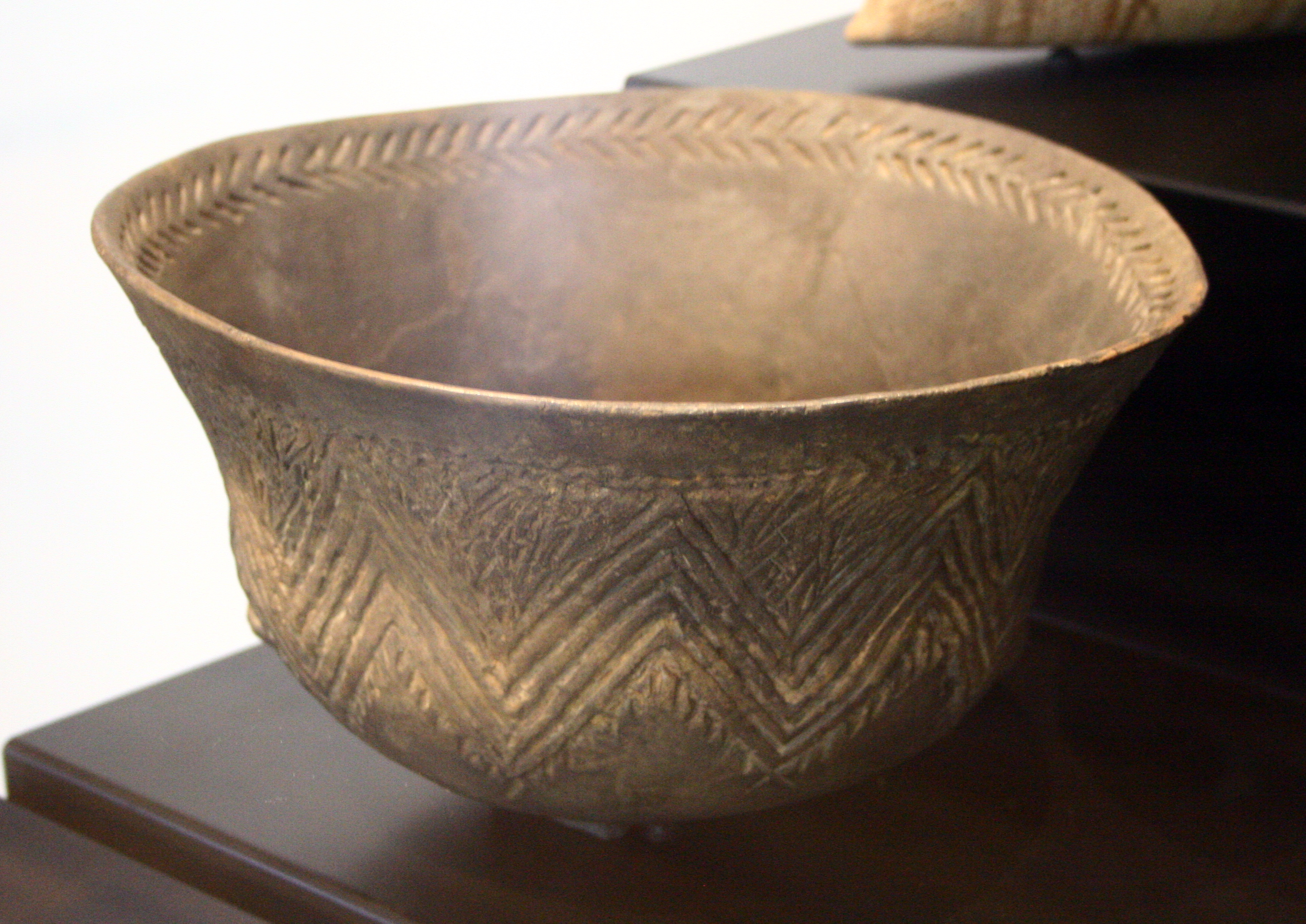
Poterie de la culture de Rössen, Landesmuseum Württemberg Stuttgart

- De l'estuaire de la Gironde au sud de l'estuaire de la Loire
  - Néolithique moyen de l'Ouest
- Ouest de la Bretagne[14],[15],[16],[17]
  - Carn
- Bassin Parisien, Normandie, Nord de la France
  - Culture de Cerny
- Bassin Parisien et Nord-Est de la France
  - Culture de Rössen et Épirössen

## vers4000av. J.-C.
- Nord des Alpes
  - Culture de Cortaillod
- Nord-Est de la France
  - Culture de Michelsberg

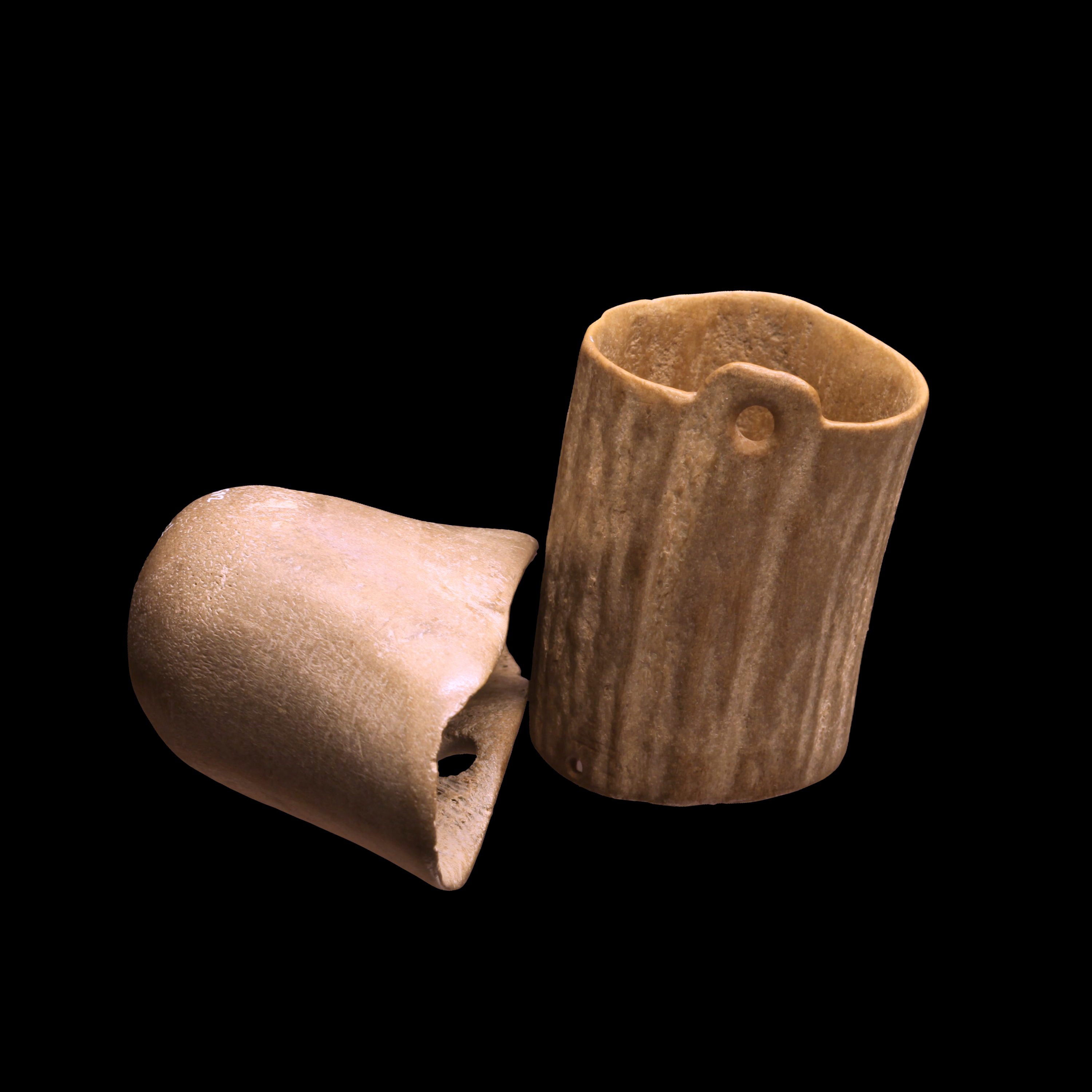
Culture de Cortaillod : gobelets conçus en bois de cerf datés de -3580, pièces conservées au musée d'Yverdon (Suisse).

- ensemble de la France, sauf le Nord-Est et le Sud-Ouest
  - Chasséen
- Estuaire de la Loire et Golfe du Morbihan
  - Castellic
- Estuaire de la Gironde
  - Roquefort
- une partie du Languedoc
  - Culture de Bize
- Corse
  - Basien

## vers3500av. J.-C.
- Corse
  - Terrinien

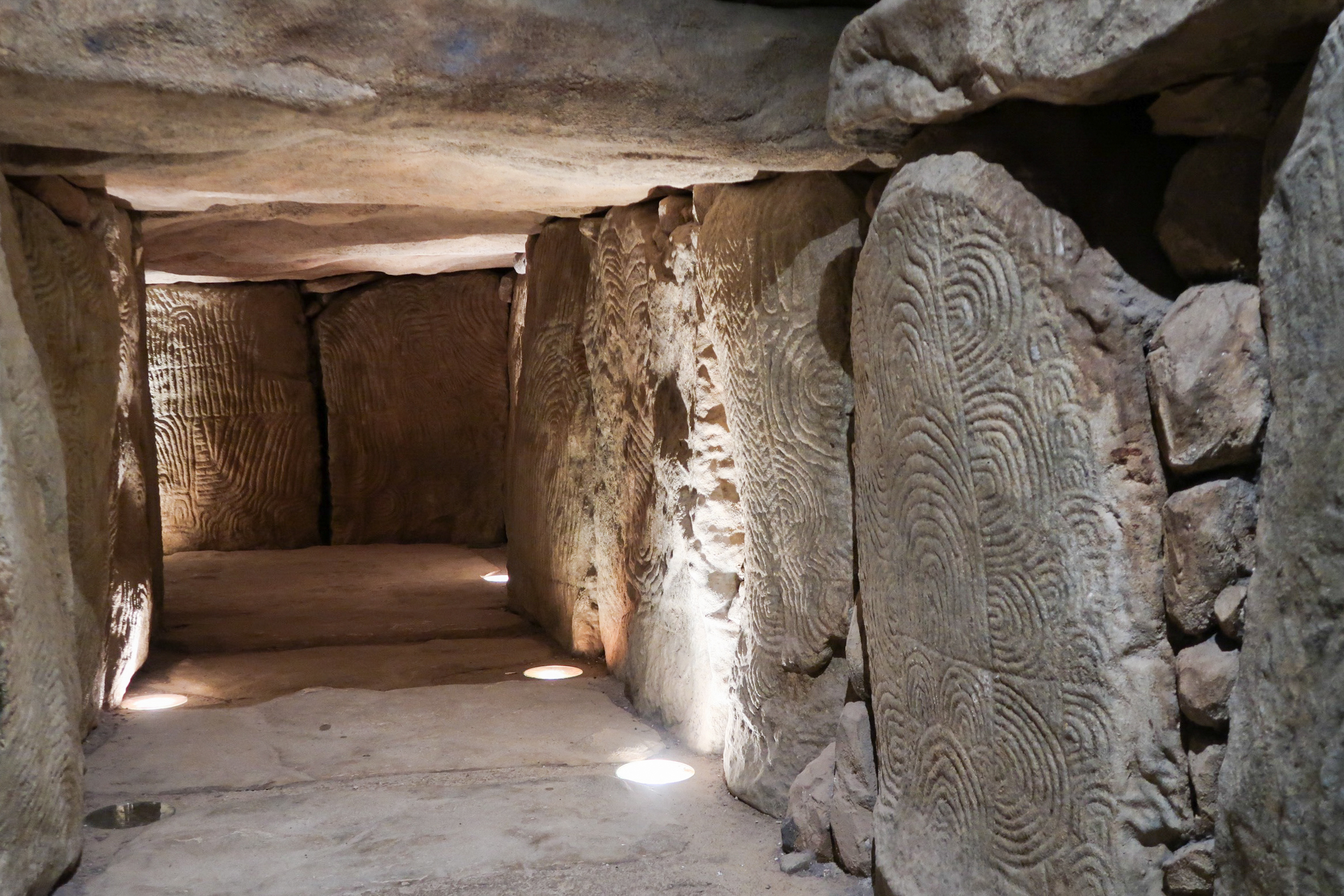
Néolithique: Reconstitution partielle de la chambre funéraire à couloir de Gavrinis (Morbihan), cairn daté vers 3500 ans av. J.-C..

- Est du Languedoc, Ouest de la Provence
  - Néolithique récent
- Sud du Massif Central
  - Treilles ancien

- Ouest du Languedoc
  - Saint-Ponien

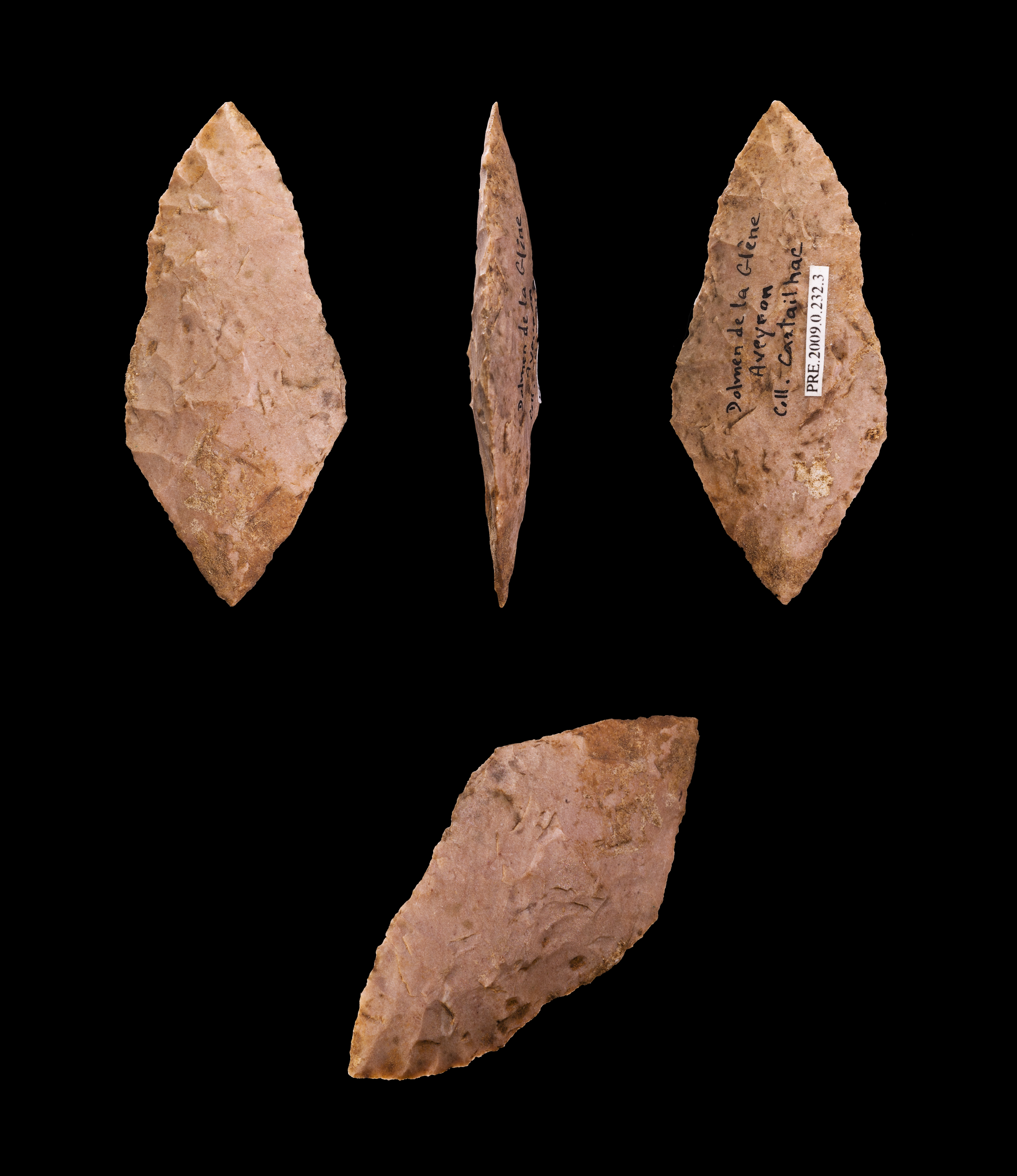
Groupe des Treilles : Rhodézien MHNT

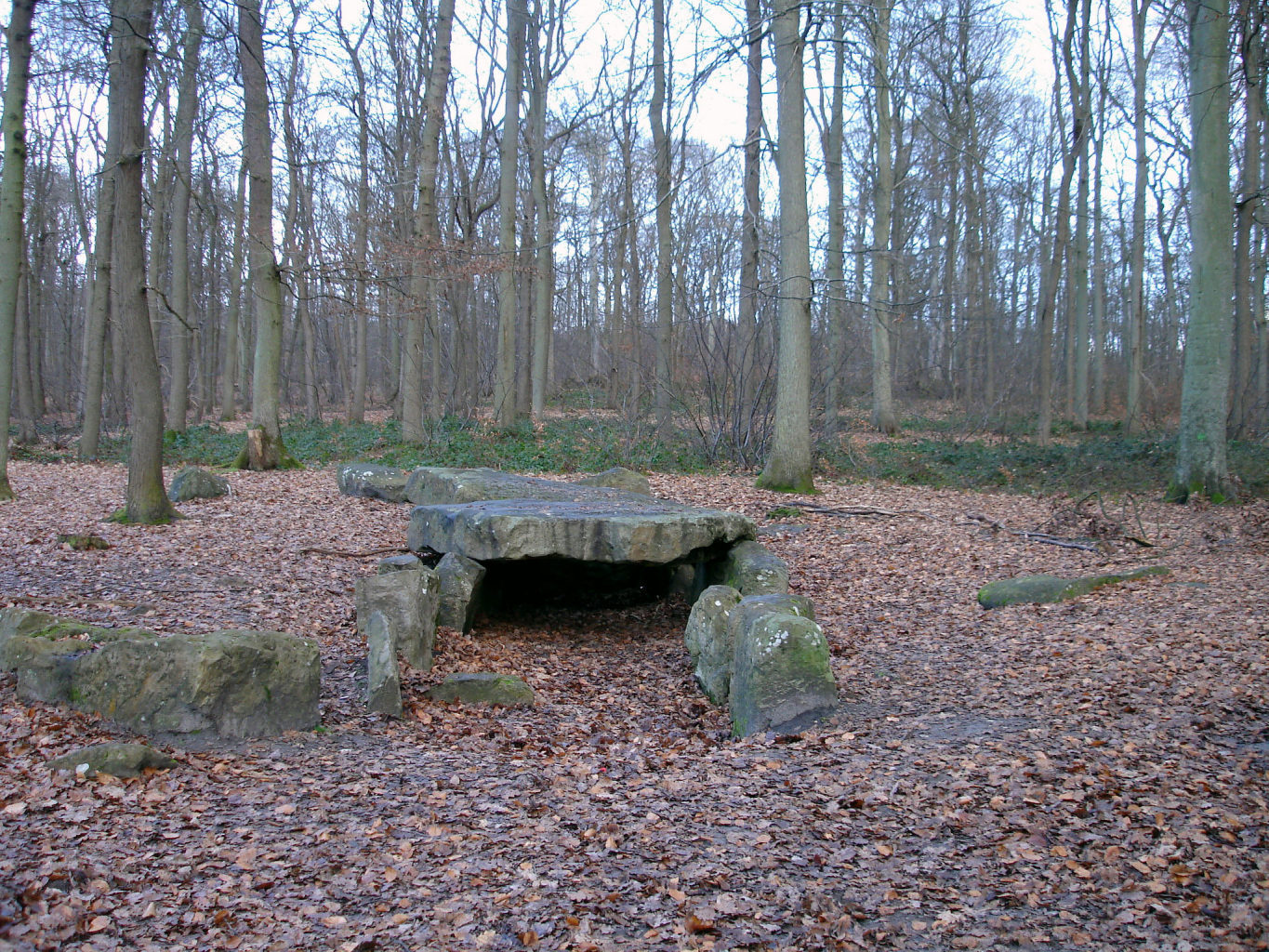
La Pierre Turquaise, allée couverte typique de la culture Seine-Oise-Marne.

- Bassin Parisien, Nord de la France
  - Culture Seine-Oise-Marne (SOM)
- Est de la France
  - Culture de Horgen[18]
- Sud de la Bretagne
  - Kerugou
- Charentes
  - Matignons
- Ouest du Massif central
  - Vienne-Charente
- Dordogne
  - groupe Isle-Dordogne

## vers3000av. J.-C.
- Corse
  - Terrinien
- Jura
  - Culture de Horgen
  - Clairvaux-les-Lacs

- Bassin Parisien, Nord de la France
  - Culture Seine-Oise-Marne (SOM)
- Centre et sud de la Bretagne
  - Kerugou
- Charentes
  - Culture de Peu-Richard
- Ouest du Massif central
  - Vienne-Charente
- Dordogne
  - groupe Isle-Dordogne
- Provence
  - Couronnien
- Est du Languedoc, Ouest de la Provence
  - Ferrières
- Sud du Massif Central
  - Culture des Treilles
- Ouest du Languedoc
  - Culture de Véraza

## vers2500av. J.-C.
- Corse
  - Terrinien final
- Bouches-du-Rhône
  - Rhône-Ouvèze
- Est du Languedoc
  - Culture de Fontbouisse
- Sud du Massif central
  - Treilles final
- Ouest du Languedoc
  - Culture de Véraza
- Est du Massif central, couloir rhodanien
  - Saône-Rhône
- Jura
  - Chalain
- Alsace
  - Culture de la céramique cordée
- Bassin Parisien et Nord de la France
  - Gord/Deûle-Escaut
- Sud de la Bretagne
  - Conguel
- Est de la Bretagne, sud de la Normandie, Maine
  - Brécé-Quessoy
- Centre-Ouest de la France
  - Artenacien

## Vers l'âge du bronze
La population de fermiers néolithiques sur le territoire français va être presque totalement remplacée ou assimilée par l'arrivée de nouvelles populations, de la fin du Néolithique au début de l'âge du bronze. Comme pour la colonisation par les fermiers néolithiques, cette migration n'est pas propre au seul territoire français mais concerne l'ensemble de l'Europe. Une migration très importante s'est produite depuis la steppe pontique (culture Yamna) vers le centre de l'Europe, puis les autres parties de l'Europe à partir de 3000 av. J.-C., Cette migration a joué un rôle clé dans la diffusion de la culture campaniforme,. Ces populations à ascendance des steppes sont présents sur le territoire de la France actuelle dès 2 650 av. J.-C..